# KC Floriant Merelbeke
	Korfbalclub Floriant Merelbeke is een Belgische korfbalclub uit Merelbeke.

## Geschiedenis
De club werd opgericht op 16 juni 1972 en is onder stamnummer 51 aangesloten bij de KBKB.
De naam is een samensmelting van "Flora", de benaming van de Merelbeekse stationswijk dicht bij het Gentse Moscou en "Anthos", een jeugdclub die veel van de eerste spelers leverde. De club speelde vroeger in oranje, maar nu in blauw en wit.
In 2022 werd Floriant voor de eerste keer in de clubhistorie Belgisch zaal- en veldkampioen.

## Palmares
| Aantal | Titel                | Editie |
| ------ | -------------------- | ------ |
| 1x     | Landskampioen (veld) | 2022   |
| 1x     | Landskampioen (zaal) | 2022   |

### Individuele prijzen
| Korfballer van het jaar - Lennert Impens (2022) | Korfbalster van het jaar - Lisa Pauwels (2022) |

## Bekende (ex-)spelers
- Lars Courtens
- Shiara Driesen
- Lennert Impens
- Anke Meganck
- Lisa Pauwels
- Saar Seys
- Stéphanie Versele